# Pyrenese desman
De Pyrenese desman (Galemys pyrenaicus) is een molachtig zoogdier. De Pyrenese desman behoort samen met de Russische desman tot de onderfamilie Desmaninae, de desmans. Deze groep onderscheidt zich van de andere mollen doordat zij niet ondergronds leven, maar in het water. Pyrenese desmans worden niet groot, zo'n 11 tot 15 centimeter lang en 50 tot 80 gram zwaar. Ze leven in koude, snelstromende bergstromen op een hoogte tussen de 65 en de 1200 meter. De soort is onderverdeeld in twee ondersoorten; Galemys pyrenaicus pyrenaicus die hoofdzakelijk in de Pyreneeën voorkomt en Galemys pyrenaicus rufulus die in het noordwesten van Spanje en Portugal voorkomt.

## Beschrijving
Desmans zijn zeer goed aangepast in het leven in het water. Ze hebben een rond lichaam, met een zeer korte nek en een lange (ca. 20 mm), beweeglijke snuit, waarmee ze hun prooi opsporen; de dieren hebben een goed ontwikkelde reukzin. Zijn achterpoten zijn groot (31 à 38 mm) en volledig gewebd. Hierdoor kan hij in het water zich zeer snel voortbewegen. Hij heeft een lange, licht behaarde staart (120 à 155 mm), die zijdelings afgeplat is. Zijn voorpoten hebben zeer scherpe klauwen, waardoor hij houvast krijgt op glibberige oppervlakken. Zijn donkerbruine tot zwarte vacht verzorgt hij regelmatig. Net als bij vele andere waterdieren is de vacht op zijn buik lichter dan op zijn rug.

## Gedrag
Zijn voedsel bestaat uit ongewervelden die hij in het water vindt, zoals de larven van steenvliegen en libellen, schaaldieren en wormen, die hij eet op het land. Soms eet hij ook vis. De desman eet dagelijks een hoeveelheid van 30 tot 50 procent van zijn lichaamsgewicht. 
Desmans bouwen een nest van droog gras en bladeren in de oever, in natuurlijke holen of bestaande holen van woelratten.
De desman heeft een grote muskusklier aan de basis van zijn staart. Hierdoor heeft het dier een sterke, muskusachtige geur. Ook zijn uitwerpselen hebben een sterke geur. Deze uitwerpselen worden op een vaste plaats gelegd en regelmatig door de partner gecontroleerd. 
Van de zintuigen is het gehoor en de reukzin het best ontwikkeld. Zicht is, net als bij andere mollen, vrij slecht: de dieren hebben dan ook vrij kleine ogen.

## Voortplanting
De Pyrenese desman leeft in paren. Samen verdedigen de desmans een territorium, maar kunnen ook zeer agressief tegen elkaar en soortgenoten zijn. De paartijd is van januari tot mei. De moeder heeft gemiddeld 1 tot 2 worpen per jaar. 
Na 4 tot 5 weken worden 1 tot 4 jongen geboren. De jonge desmans hebben bij de geboorte al een vacht. Alleen de moeder zorgt voor de jongen. Na 4 tot 5 weken worden de jongen gespeend. 
Als de jongen één jaar oud zijn, zijn de dieren geslachtsrijp. De gemiddelde levensduur is 3 tot 4 jaar, maximaal 5.
De Rode Lijst van de IUCN beschouwt hem als bedreigd, voornamelijk doordat vervuiling zijn natuurlijke leefomgeving bedreigt, maar ook het bouwen van stuwdammen en ontsnapte Amerikaanse nertsen kunnen een reden voor de achteruitgang zijn.